# Le Poizat
Le Poizat ist eine ehemalige französische Gemeinde mit zuletzt 450 Einwohnern (Stand 2013) im Département Ain in der Region Auvergne-Rhône-Alpes. Sie gehörte zum Arrondissement Nantua und zum gleichnamigen Kanton Nantua.
Sie wurde mit Wirkung vom 1. Januar 2016 mit der früheren Gemeinde Lalleyriat fusioniert und zur Commune nouvelle Le Poizat-Lalleyriat zusammengelegt.

## Geographie
Le Poizat liegt auf 890 m, etwa elf Kilometer westnordwestlich der Stadt Bellegarde-sur-Valserine und 37 km östlich der Präfektur Bourg-en-Bresse (Luftlinie). Das Bauerndorf erstreckt sich im Haut-Bugey, im Jura, an einem nach Norden abfallenden Hang unterhalb des Kamms der Grande Montagne, südlich der tief eingeschnittenen Cluse de Nantua, eines Quertals durch die Juraketten.
Zu Le Poizat gehörten neben dem eigentlichen Ort auch verschiedene Weiler, Hofgruppen und Einzelhöfe, nämlich:
- Le Replat (850 m) westlich des Tals des Combet am Fuß der Forêt de Moment
- Le Sougey (880 m) auf der Hochfläche südlich der Cluse de Nantua
- Les Granges-du-Poizat (920 m) auf der Hochfläche südlich der Cluse de Nantua

Nachbarorte von Le Poizat sind Charix im Norden, Lalleyriat im Osten, Le Grand-Abergement im Süden sowie Les Neyrolles im Westen.

## Geschichte
Erstmals erwähnt wird Le Poizat im 12. Jahrhundert als Grundbesitz des Klosters Nantua. Im 13. Jahrhundert ging das Dorf an die Herrschaft der Thoire-Villars über und kam mit dieser 1402 unter die Oberhoheit der Grafen von Savoyen. Mit dem Vertrag von Lyon gelangte Le Poizat im Jahre 1601 an Frankreich. 1827 wurde das Dorf von Lalleyriat abgetrennt und zur selbständigen Gemeinde erhoben.

## Sehenswürdigkeiten
Die Dorfkirche Saint-Félix wurde 1830 erbaut.

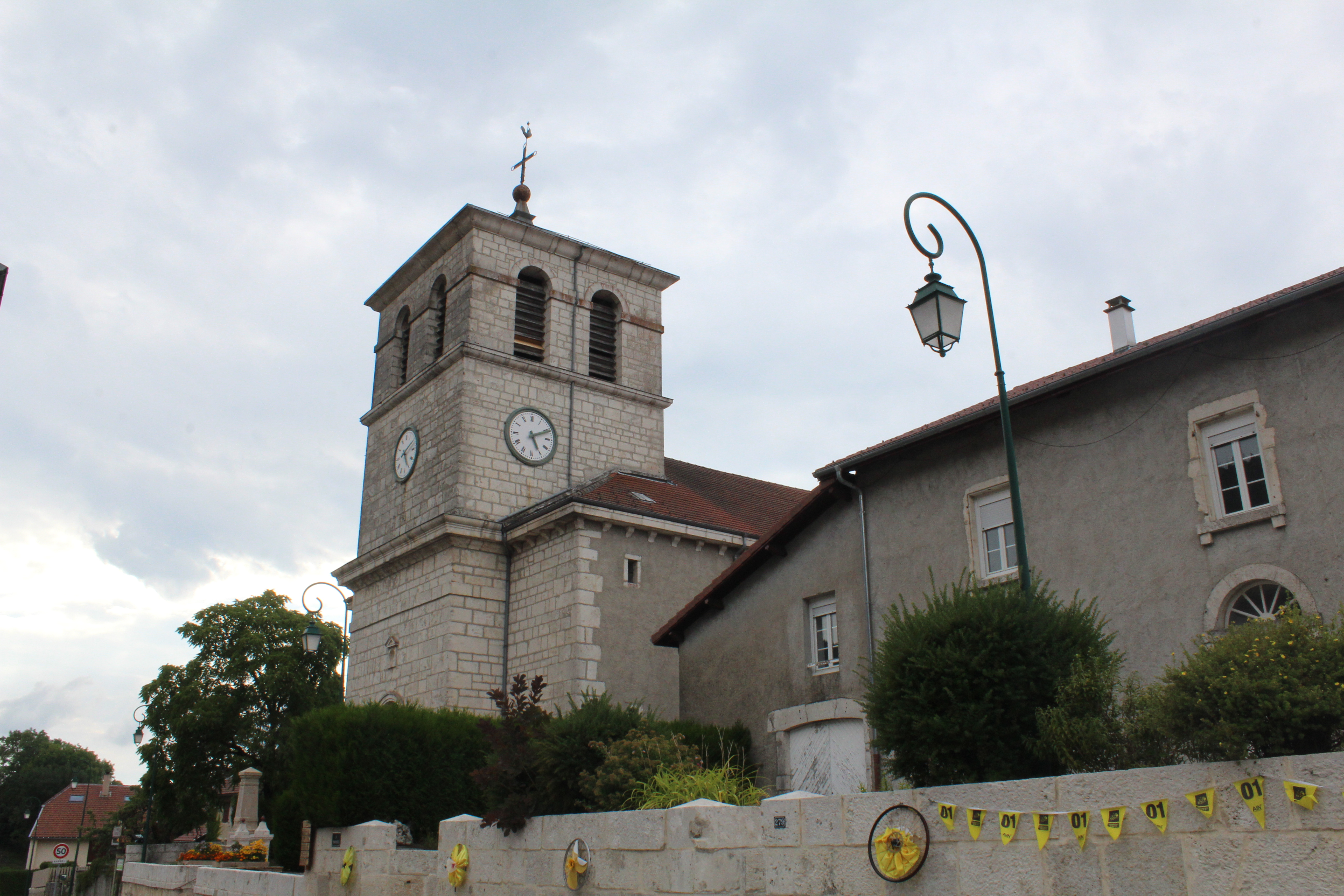
Kirche Saint-Félix

## Bevölkerung
| Bevölkerungsentwicklung | Bevölkerungsentwicklung |
| Jahr                    | Einwohner               |
| ----------------------- | ----------------------- |
| 1962                    | 270                     |
| 1968                    | 232                     |
| 1975                    | 223                     |
| 1982                    | 210                     |
| 1990                    | 270                     |
| 1999                    | 321                     |
| 2006                    | 403                     |
| 2011                    | 430                     |

Nachdem die Einwohnerzahl in der ersten Hälfte des 20. Jahrhunderts markant abgenommen hatte (1891 wurden noch 606 Personen gezählt), wurde seit Beginn der 1980er Jahre wieder eine Bevölkerungszunahme verzeichnet. Die Ortsbewohner von Le Poizat heißen auf Französisch Poizatiers bzw. Poizatières.

## Wirtschaft und Infrastruktur
Le Poizat war bis weit ins 20. Jahrhundert hinein ein vorwiegend durch die Landwirtschaft, insbesondere Viehzucht und Milchwirtschaft, sowie durch die Forstwirtschaft geprägtes Dorf. Daneben gibt es heute einige Betriebe des lokalen Kleingewerbes. Mittlerweile hat sich das Dorf auch zu einer Wohngemeinde gewandelt. Viele Erwerbstätige sind Wegpendler, die in den größeren Ortschaften der Umgebung ihrer Arbeit nachgehen.
Im Winter profitiert Le Poizat vom Tourismus, wenn auf den Hochflächen in der Umgebung Langlaufloipen gespurt werden. Der Hang oberhalb des Dorfes wird durch einen Skilift erschlossen. Im Sommer gilt die Landschaft um Le Poizat als beliebtes Erholungsgebiet.
Die Ortschaft liegt abseits der größeren Durchgangsstraßen an einer Départementsstraße, die von Saint-Germain-de-Joux nach Le Grand-Abergement führt. Der nächste Anschluss an die Autobahn A40 befindet sich in einer Entfernung von rund zehn Kilometern.
In Le Poizat befindet sich eine staatliche école primaire (Grundschule mit eingegliederter Vorschule).